# James Douglas (señor de la guerra)

Armas de sir James el Bueno

Sir James Douglas, también conocido como Good Sir James y Black Douglas (1286 - 25 de agosto de 1330), fue un señor de la guerra que luchó en las guerras de independencia de Escocia. 

## Biografía
Hijo de William el Bravo, Señor de Douglas, fue un seguidor de William Wallace que murió alrededor de 1298.
Estuvo prisionero en la Torre de Londres. Su madre fue Elizabeth Stewart, hija de Alexander Stewart, IV Mayordomo de Escocia. Al comienzo de la Guerra de Independencia, James fue enviado a Francia y fue educado en París. Allí coincidió con William Lamberton, obispo de Saint Andrews, que le tomó bajo su protección y con él regresó a Escocia. Durante su ausencia, Eduardo I de Inglaterra había confiscado sus tierras y las había entregado a Robert de Clifford, primer Barón de Clifford. Lamberton le condujo a la corte para reclamar la devolución de sus tierras poco después de la toma del castillo de Stirling en 1304 pero tuvo que huir ante la furia de Eduardo I.
Para James, que se enfrentaba ahora a una vida de forajido sin tierras en medio de la sociedad feudal, la recuperación de sus posesiones ancestrales iba a convertirse en una prioridad absoluta, influyendo inevitablemente en su estrategia política.
Escocia atravesaba un momento particularmente dramático en su historia, pues Robert Bruce había eliminado a John Comyn, líder de la oposición el 6 de febrero de 1306 en Greyfriars Kirk, Dumfries. Bruce reclamó inmediatamente para sí la corona de Escocia, en claro desafío al rey inglés. El 25 de marzo, menos de seis semanas después del asesinato de Comyn en Dumfries, Bruce fue coronado rey. Durante su camino a Scone, Douglas fue a su encuentro y le ofreció sus servicios, relatándole sus circunstancias.
Douglas compartió los sinsabores iniciales con Robert Bruce durante la guerra, estando presente en las derrotas de Methven y Dalrigh. Pero estas derrotas enseñaron a ambos una lección de táctica, al hacerles comprender que las limitaciones del ejército escocés en cuanto a armamento y recursos les iban a colocar en desventaja ante una batalla convencional. A comienzos de la primavera de 1307 ambos habían aprendido a valorar el empleo de tácticas de guerrilla, conocidas en la época como "guerra secreta", operaciones rápidas con grupos pequeños y de gran movilidad que permitía causar el mayor daño al enemigo, habitualmente resguardado en posiciones defensivas estáticas.

## La despensa de Douglas

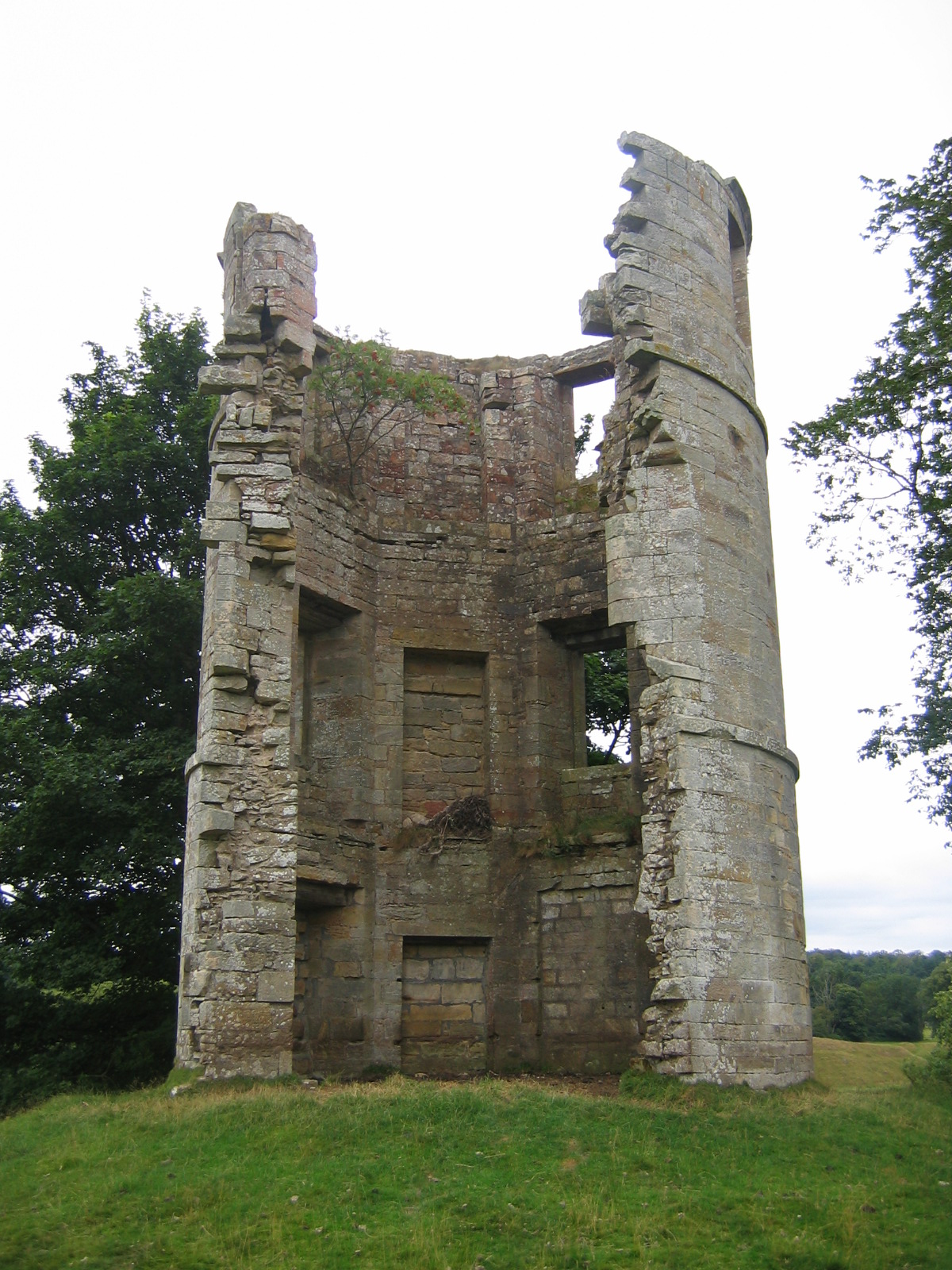
Ruinas del castillo de Douglas

Las acciones de Douglas en 1307 y 1308, aunque ubicadas mayoritariamente en sus territorios de Douglasdale, permitieron al rey mantener sus posiciones en el sur y poder centrarse en la campaña del norte. Pronto se ganó una formidable reputación de militar y estratega. Mientras Bruce luchaba contra sus enemigos internos en el norte, Douglas planeaba operaciones desde su refugio de Selkirk Forest con notables resultados. También demostró que podía ser extremadamente cruel, tal como hizo con la guarnición inglesa del castillo de Douglas. Después de varios asedios, su toma definitiva se produjo tras un golpe de mano el 19 de marzo de 1307, Domingo de Ramos. Con la ayuda de los habitantes del lugar y un granjero de la zona que había sido vasallo de su padre, Douglas y su pequeño ejército se ocultaron hasta la mañana de ese domingo, a la espera de que la tropa inglesa saliera del castillo para asistir a los oficios de la festividad que se celebrarían en la iglesia local. Ya todos allí, entró en la iglesia por sorpresa donde mató a numerosos soldados ingleses e hizo prisioneros a los restantes, que fueron llevados al castillo. Douglas ordenó entonces decapitar a los prisioneros y quemar los cadáveres en una enorme pira. Antes de partir, los pozos fueron envenenados y los habitantes pronto bautizaron el episodio como «la despensa de Douglas». Con estas tácticas de tierra quemada, pretendía aterrorizar en el enemigo, en una especie de guerra psicológica, sabiendo que el miedo podía ser mucho más efectivo que el mejor de los comandantes.
En agosto de 1308, Douglas se reunió con el rey para realizar un ataque conjunto a los MacDougalls de Lorn, parientes de los Comyns. Dos años antes, los MacDougalls habían interceptado y derrotado al ejército real en la batalla de Dalrigh. Ahora esperaban la llegada de sus oponentes en el estrecho paso de Brander, entre Ben Cruachan y Loch Awe en Argyllshire. Mientras Bruce avanzaba frontalmente contra el enemigo, Douglas, inadvertido por el enemigo, rodeaba la montaña al frente de un grupo de Highlanders leales y lanzaba un ataque sorpresa por la retaguardia. La batalla del Paso Brander fue una victoria rápida y sencilla. Durante su regreso al sur, Douglas participó junto a Edward Bruce, hermano del rey, en un exitoso ataque al castillo de Rutherglen, en las cercanías de Glasgow, prosiguiendo la campaña en Galloway.

## La caída de Roxburgh
En los años siguientes, Douglas perfeccionó aún más sus habilidades como militar. Eduardo II de Inglaterra llegó del norte con un ejército en el año 1310, persiguiendo infructuosamente a un enemigo que simplemente se negaba a presentar batalla abiertamente. La frustración que obviamente causó esta situación en el monarca inglés se detalla en Vita Edwardi Secundi, una crónica contemporánea: 

El rey entró en Escocia con su ejército pero no pudo encontrar un solo rebelde... En aquel momento Robert Bruce, que se ocultaba continuamente, les hizo todo el daño que pudo. Un día, cuando algunos ingleses y galeses, siempre listos para el saqueo, habían partido en una incursión, acompañados por muchos caballeros del ejército, los hombres de Robert Bruce, que habían estado ocultos en cuevas y bosques, lanzaron un ataque serio contra nuestros hombres... que sufrieron graves pérdidas en las emboscadas. Pero Robert Bruce, que sabía que estaba en inferioridad en fuerza y fortuna con el rey de Inglaterra, decidió que sería mejor resistir a los nuestros mediante la guerra secreta en lugar de disputarle el poder en una batalla abierta.

Ante su impotencia para aplastar a los rebeldes, Eduardo escribió al Papa lleno de furia, afirmando que «En los últimos tiempos, cuando fuimos a Escocia a aplastar su rebelión, Robert Bruce y sus cómplices se ocultaron de nosotros en lugares secretos a la manera de los zorros».
En los años anteriores a 1314 la presencia inglesa en Escocia quedó reducida a unas pocas fortalezas significativas. Esta situación presentaba ventajas y desventajas. Los escoceses carecían de equipo adecuado para atacar los castillos por medios convencionales. Sin embargo, esto produjo, inevitablemente, un cierto exceso de confianza en las guarniciones, abastecidas suficientemente como para resistir un bloqueo o asedio. Para solucionar este estancamiento los escoceses actuaron como los zorros; y entre sus planes el más astuto fue la captura, por parte de James Douglas, de la poderosa fortaleza de Roxburgh. Su táctica, aunque sencilla, resultó brillante y efectiva. En la noche del 19 al 20 de febrero de 1314, en la víspera del Miércoles de Ceniza, varias sombras oscuras fueron vistas bajo las almenas y los vigías asumieron erróneamente que se trataba de reses sueltas. Douglas había ordenado a sus hombres que se cubrieran con sus capas y gatearan hacia el castillo. Como la mayoría de la fortaleza estaba realizando una fiesta antes del comienzo de la cuaresma, los atacantes lanzaron ganchos con cuerdas a las murallas del castillo sin ser descubiertos. Los defensores fueron sorprendidos y derrotados rápidamente. El castillo de Roxburgh, uno de los mejores del país, fue desmantelado o destruido de acuerdo con la política de Robert Bruce de devastar las fortalezas del enemigo.

## Bannockburn
El mayor desafío para Bruce se produjo ese mismo año, cuando Eduardo II invadió Escocia con un gran ejército con la excusa de liberar el castillo de Stirling, aunque sus verdaderas intenciones eran encontrar a los zorros. El ejército escocés, apenas una cuarta parte de las fuerzas inglesas, fue situado al sur de Stirling, preparado para retirarse rápidamente hacia las tierras salvajes del oeste. Sin embargo, su situación, justo al norte de Bannock Burn ofrecía grandes ventajas, y el rey Robert Bruce decidió suspender temporalmente las tácticas de guerrilla empleadas hasta entonces. En la mañana del 24 de junio, la fecha de la batalla, Douglas fue armado caballero, lo que resulta llamativo ya que llevaba mucho tiempo en campaña. Muchos expertos opinan que Douglas fue nombrado caballero banneret, lo que suponía que podía comandar sus propias tropas y luchar bajo su propia bandera durante la batalla, a diferencia de otro tipo de caballeros que lucharían a las órdenes de un superior (rey, conde o duque). Barbour afirma en su libro XV que Douglas luchó bajo su propia bandera, de donde se infiere que Douglas tenía que ser un caballero banneret. De todas formas existen desacuerdos acerca de si este nombramiento fue hecho antes o después de la batalla de Bannockburn.
Durante la batalla, Thomas Randolph mandaba la vanguardia de las tropas, Douglas el ala izquierda, Edward Bruce el ala derecha y el rey Robert Bruce permanecía en la retaguardia.
Una vez el ejército inglés fue derrotado, Douglas solicitó el honor de perseguir al rey Eduardo II y a su guardia, lo que hizo con tal vigor que a los fugitivos, según Barbour, «no les quedó tiempo ni para orinar». En última instancia, Eduardo pudo escapar de Douglas refugiándose en el castillo de Dunbar.
Bannockburn significó el fin de la presencia inglesa en Escocia, con todas sus fortalezas, a excepción de Berwick en manos de Bruce, aunque no fue el fin de la guerra. La derrota de Eduardo había sido sonada, pero no estaba dispuesto a renunciar al trono de Escocia. Una lucha había acabado para Douglas, pero otra estaba a punto de comenzar.

## Señor de la guerra
La victoria de Bannockburn abrió el norte de Inglaterra para Escocia; y en los años siguientes el nombre de Black Douglas pronto se hizo conocido en la zona. Junto con Thomas Randolph, I conde de Moray, Douglas iba a hacerse un nombre, encabezando incursiones escocesas que llegaría hasta Pontefract y Humber. En sentido estricto, esta 'guerra de fronteras' fue iniciativa personal de Douglas, y se convirtió en la base para el ascenso de su familia en los años siguientes. La táctica usada era sencilla pero eficaz; sus hombres entraban en batalla o se retiraban, según demandara la ocasión, a lomo de pequeños caballos conocido como hobbins (el jinete recibía el nombre de hobelar). Toda la lucha, sin embargo, se desarrollaba a pie. Los hobelars escoceses causarían el mismo pánico entre los habitantes del norte de Inglaterra, como habían causado los barcos vikingos en el siglo IX.
Cuando el rey, Moray y Edward Bruce derivaron la guerra hacia Irlanda en 1315, el papel de Douglas como guerrero fronterizo adquirió mayor relieve aún. En febrero de 1316, consiguió una importante victoria en Skaithmuir, cerca de Coldstream, frente a un grupo de caballeros procedentes de Berwick. Entre los fallecidos estaba Raymond de Calhau, sobrino de Piers Gaveston, antiguo favorito de Eduardo II. Douglas reconoció que esta había sido la batalla más dura en la que había tomado parte. Los éxitos continuaron; otro grupo inglés de castigo fue interceptado y derrotado en Lintalee, cerca de Jedburgh; y una tercera expedición inglesa por las cercanías de Berwick se saldó con victoria escocesa y la muerte de Robert Neville, conocido como el Pavo real del Norte. La reputación de Douglas era tal que fue nombrado diputado del reino cuando Bruce y Moray partieron nuevamente para Irlanda en otoño de 1316.
Los logros militares de Douglas le hicieron subir en la política. Cuando Edward Bruce, hermano y sucesor del rey murió en la batalla de Faughart en el otoño de 1318, Douglas fue nombrado Guardián de Escocia junto con Randolph en el caso de que Robert Bruce muriera sin herederos. Esta decisión fue tomada por el Parlamento, reunido en Scone en diciembre de 1318, donde quedó registrado que «Randolph y sir James se hicieron cargo de la guardia con la aprobación unánime de la comunidad».

## Myton y Byland
En abril de 1318, la fortaleza de Berwick cayó en manos escocesas por primera vez desde 1296. Para Eduardo, ciego ante la situación de sus súbditos del norte, esta situación fue demasiado humillante. Preparó un nuevo ejército, el mayor desde 1314, con la intención de reconquistar lo que había sido el símbolo del poder inglés en la zona y que se había mantenido como el último enclave en Escocia. Eduardo llegó a las puertas de Berwick en 1319, dejando a su esposa Isabel de Francia en York, donde tomó residencia. No queriendo arriesgarse frente a un ataque directo, Robert Bruce ordenó a Moray y a Douglas una incursión distractoria por Yorkshire.
Podría parecer que los comandantes escoceses tenían conocimiento de la situación de la reina, ya que se extendió el rumor de que uno de los propósitos de la expedición era tomarla prisionera. En cuanto los escoceses se aproximaron a York, la reina fue evacuada de la ciudad inmediatamente y llevada a Nottingham. Sin fuerzas en la zona, el Arzobispo de York, William Melton procedió a organizar una guardia local, formada en su mayoría por sacerdotes y otros clérigos menores. Los dos bandos se encontraron en Myton-on-Swale, con consecuencias inevitables. En la batalla de Myton fallecieron tantos miembros del clero que se conoce el hecho como el Capítulo de Myton. Para Douglas no fue un hecho precisamente glorioso, pero, desde el punto de vista estratégico, el asalto a Yorkshire produjo el efecto deseado. La disensión cundió entre las filas inglesas y el ataque a Berwick fue abortado. La fortaleza permanecería en manos escocesas durante otros quince años. 
Cuatro años después, Eduardo planeó lo que iba a ser su última invasión de Escocia, avanzando hasta la puertas de Edimburgo. Bruce había llevado a cabo una campaña de tierra quemada, dejando al enemigo desabastecido hasta el punto de que la hambruna por sí misma provocó la retirada inglesa. Una vez más, esto sirvió de señal para el avance escocés. Bruce, Douglas y Moray cruzaron el fiordo de Solway y avanzaron rápidamente hasta el corazón de Yorkshire. Eduardo e Isabella se habían establecido en la abadía de Rievaulx. Todo lo que les separaba de los escoceses era un grupo comandado por John de Bretagne, I Conde de Richmond, situado en Scawton Moor, entre Rievaulx y la abadía de Byland. Bruce utilizó las mismas tácticas que las empleadas en 1308 en Brander; mientras Douglas y Moray atacaban frontalmente, un grupo de highlanders escalaba los acantilados situados en los flancos de Richmond y los cogían por la espalda. La batalla de Old Byland se convirtió en una desbandada general, y Eduardo y su reina tuvieron que salir de Rievaulx por la puerta de atrás. Era la segunda vez en tres años que una reina de Inglaterra era puesta en fuga.

## «Douglas! Douglas!»
En 1327, el desafortunado Eduardo II fue depuesto tras un complot liderado por su esposa y el amante de ésta, Roger Mortimer, I conde de March. Fue reemplazado por su hijo Eduardo III, aunque el poder efectivo permaneció en manos de Mortimer e Isabella. La política del nuevo gobierno inglés significó la ruptura de la tregua con Escocia firmada varios años antes. Una vez más comenzaron las incursiones con la intención de forzar al nuevo gobierno. A mediados de verano, Douglas y Moray estaban asolando Weardale y otros valles cercanos. El 10 de julio, un gran ejército inglés, bajo el mando nominal del joven rey, partió de York en una campaña que recordaba a un elefante persiguiendo a una liebre. Los comandantes ingleses avistaron finalmente a sus esquivos oponentes en la orilla sur del río Wear. Los escoceses estaban en una situación favorable, y evitaron por todos los medios tomar parte en una batalla. Finalmente abandonaron sus posiciones, únicamente para refugiarse en Stanhope Park, un coto de caza propiedad de los obispos de Durham. Desde aquí, Douglas lanzó un ataque sorpresa contra el campamento inglés el 4 de agosto, descrito por un testigo ocular francés:

Lord James Douglas tomó con él unos doscientos hombres armados y cruzó el río lejos del campamento, por lo que no fue detectado: y de repente apareció en el campamento inglés al grito de «Douglas! Douglas! Todos moriréis, ladrones ingleses»; y mató a trescientos hombres, algunos en sus camas y algunos apenas preparados; espoleó a su caballo hasta llegar a la tienda del rey, gritando siempre «Douglas!», y cortó dos de las tres cuerdas de la tienda del rey.

El pánico y la confusión se extendieron por el campamento; el propio Eduardo se había librado por muy poco de ser capturado, y su pastor había muerto defendiéndole. La batalla de Stanhope Park, aunque fue una batalla de escasa importancia, constituyó una seria humillación, y se dice que el joven Eduardo lloró de rabia. Su ejército se retiró a York, donde se disolvió. Mortimer e Isabella se vieron obligados a iniciar negociaciones de paz, que finalizaron con la firma del Tratado de Northampton, donde se reconocía la dinastía Bruce y la independencia de Escocia.

## Muerte de Douglas

Armas vestidas por todos los sucesores de Douglas, a excepción de los Douglases de Dalkeith

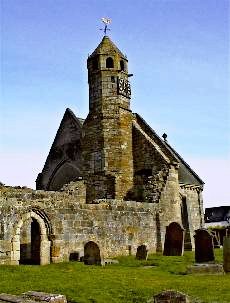
St. Bride's Kirk, lugar final de descanso de Douglas

Antes de su muerte en 1329, el rey Roberto hizo su última petición a Douglas: como su más antiguo y estimado compañero de armas, debería llevar su corazón a Tierra Santa y depositarlo en el Santo Sepulcro en Jerusalén. Su corazón fue colocado en una pequeña urna de plata que Douglas se colgó al cuello. A principios de 1330, Douglas partió de Montrose con otros seis caballeros y veintiséis escuderos.
Se detuvieron en Esclusa, en Flandes, donde más hombres se les unieron. Allí tuvieron noticias de la cruzada iniciada por Alfonso XI de Castilla contra los musulmanes del reino de Granada. Decidieron entonces partir hacia Sevilla, donde fueron recibidos por el rey con gran distinción.
Douglas y sus hombres, uniéndose al ejército de Alfonso, divisaron a los sarracenos cerca del castillo de la Estrella, en Teba, en la frontera de al-Ándalus. El rey moro, Muhammed IV de Granada había ordenado un falso ataque de caballería contra los cristianos, mientras que el grueso de su ejército, comandado por el general meriní Ozmín, trataría de atrapar por la espalda a la retaguardia del campamento cristiano. Alfonso, habiendo recibido informes de las intenciones musulmanas, mantuvo al grueso de sus tropas en la retaguardia mientras resistía el ataque frontal realizado por la caballería enemiga.

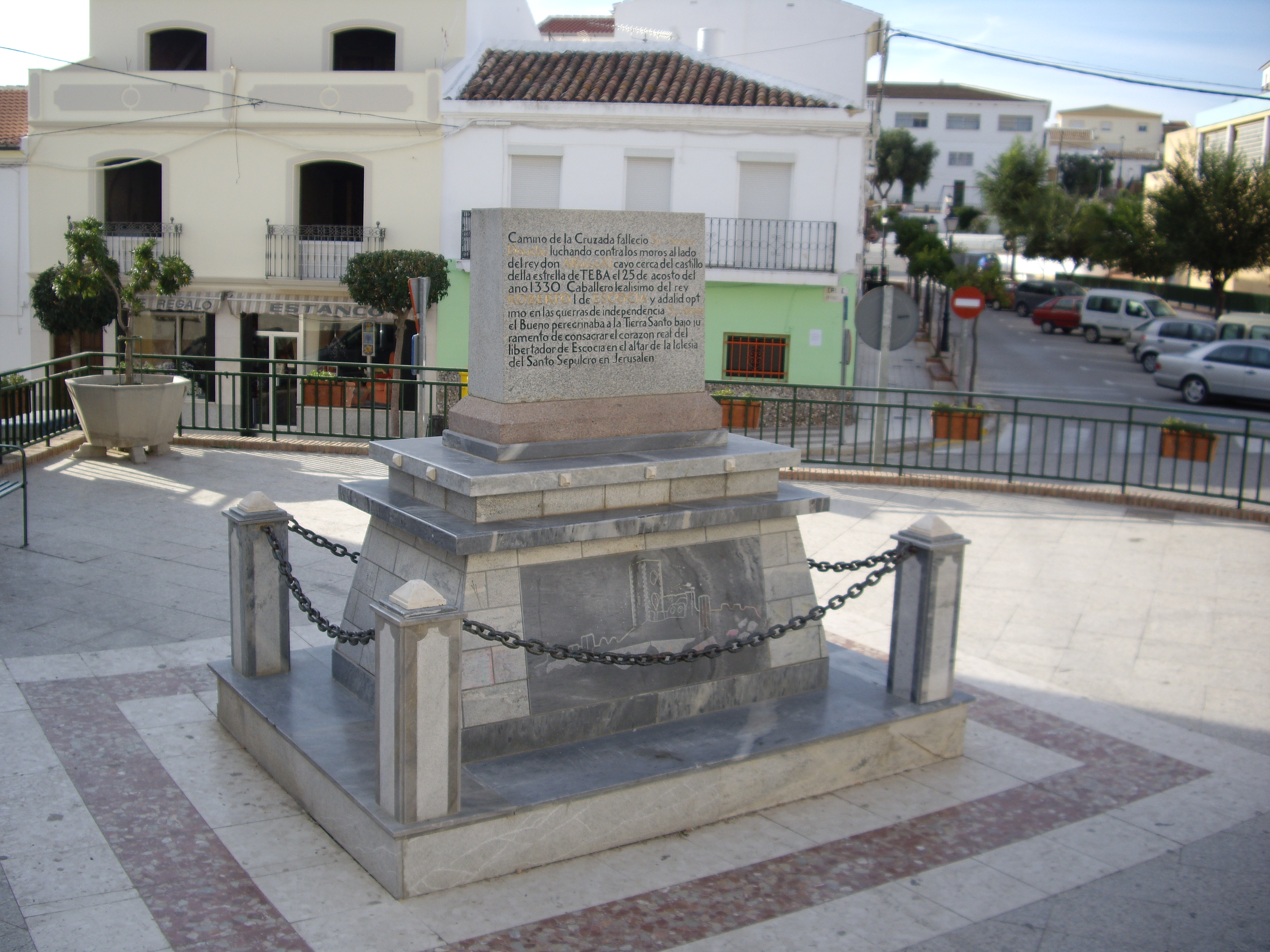
Monumento a Douglas en la Plaza de España de Teba

La batalla se desarrollaba según los planes cristianos y Douglas y sus compañeros, en la vanguardia de la lucha, conseguían mantenerse sin problema. Los moros, incapaces de resistir los furiosos ataques cristianos, huyeron. Douglas, desconocedor del modo de lucha de los enemigos, en concreto la táctica bereber conocida como "torna e fuye" en la que los que huyen terminan envolviendo y masacrando a los perseguidores, les siguió hasta que se percató de que ninguno de sus hombres le seguía y se dio la vuelta. Justo entonces observó a uno de sus caballeros rodeado por un grupo de musulmanes que se habían vuelto a juntar y trató de prestarle ayuda, pero pronto se encontró a sí mismo rodeado igualmente de enemigos. Según la leyenda, Douglas tomó de su pecho el relicario de plata con el corazón de Bruce y lo lanzó lejos del alcance del enemigo, diciendo «Ahora muéstranos el camino, ya que venciste, y yo te seguiré o moriré». Douglas, y casi todos sus hombres resultaron muertos en la batalla, incluyendo a William St. Clair de Rosslyn y Robert Logan de Restalrig. Su cuerpo y el relicario conteniendo el corazón embalsamado de Bruce se encontraron juntos en el campo y cuando Muhammed IV supo que pertenecía al rey escocés, envió los cuerpos de Douglas y sus hombres a Alfonso XI con una guardia de honor. Fueron llevados a Escocia por los escoceses supervivientes, William Keith de Galston, y Simon Lockhart. Los restos de Douglas fueron depositados en el panteón familiar en la capilla de St Bride, y el corazón de Bruce enterrado solemnemente por Moray, el regente, bajo el altar de la abadía de Melrose.

### Documentales y narrativas
- Barbour, John, The Bruce, trans. A. A. H. Duncan, 1964.
- Walter Bower|Bower, Walter, Scoticronicon, ed. D. E. R. Watt, 1987-96.
- Calendar of Documents Relating to Scotland, ed. J. Bain, 1881.
- Chronicle of Walter of Guisborough, ed. H. Rothwell, Camden Society, vol. 89, 1957.
- Edward III and his Wars: Extracts from the Chronicles, ed. W. J. Ashley, 1887.
- John of Fordun|Fordun, John of, Chronicles, ed. W. F. Skene, 1871-2.
- Gray, sir Thomas, Scalicronica, trans. Herbert Maxwell|H. Maxwell, 1913.
- Lanercost Chronicle, trans. H. Maxwell, 1913.
- Francis Palgrave|Palgrave, F. ed. Documents and Records Illustrating the History of Scotland, 1837.
- Vita Edwardi Secundi, ed. N. Denholm Young, 1957.

### Secundarias
- Barrow, G., Robert Bruce and the Community of the Realm of Scotland, 1976.
- Barron, E. M., The Scottish War of Independence, 1934.
- Michael Brown, The Black Douglases: War and Lordship in late Medieval Scotland, 1998.